# مقابر صخره‌ای شدی
مقابر صخره‌ای شدی مربوط به هزاره اول قبل از میلاد است و در شهرستان ماکو، منطقه پلدشت واقع شده و این اثر در تاریخ ۲۷ مرداد ۱۳۶۴ با شمارهٔ ثبت ۱۶۸۵ به‌عنوان یکی از آثار ملی ایران به ثبت رسیده است.